# Il ritorno di Casanova (film 2023)
Il ritorno di Casanova è un film del 2023 diretto da Gabriele Salvatores.
La pellicola è liberamente ispirata all'omonimo racconto del 1918 scritto da Arthur Schnitzler.

## Trama
Leo Bernardi, famoso regista cinematografico, è impegnato nel montaggio del suo ultimo film, Il Ritorno di Casanova, tratto dall'omonima novella di Arthur Schnitzler; tuttavia, una volta montata la scena iniziale in cui il protagonista fugge dal carcere dei Piombi, si disinteressa totalmente al progetto. Alberto, il suo produttore, crede che il regista viva molto male la rivalità con Lorenzo Marino, un giovane esordiente il cui film è dato tra i favoriti alla Mostra del Cinema di Venezia, così chiede a Gianni, l'aiuto-regista, di montare il film in sua vece in tempo per la Mostra. In realtà la crisi di Leo è soprattutto personale: l'uomo associa il film a Silvia, una contadina giovane e spigliata conosciuta durante la lavorazione, con la quale ha avuto una relazione.
Il montaggio procede molto lentamente, alternandosi alle disavventure quotidiane di Leo; con molta fatica Gianni riesce a montare le scene in cui un Giacomo Casanova ormai anziano fa ritorno a Venezia; lungo la strada incontra il suo vecchio amico Olivo, che lo invita a stare per qualche giorno presso la sua villa dove vive con la moglie Amalia (ex-amante di Casanova) e Marcolina, sua nipote, una fanciulla giovane e indipendente. Sebbene Amalia gli si conceda sin da subito, Casanova decide di sedurre Marcolina, per dare a sé stesso prova di avere ancora fascino a dispetto dell'età avanzata. La ragazza, tuttavia, rifiuta con sdegno le sue attenzioni e accetta le avances del tenente Lorenzi, un aitante giovanotto con cui intrattiene una relazione sessuale.
Nel frattempo si ricostruisce anche la storia tra Leo e Silvia: i due avevano vissuto una relazione libera e spensierata fino a che, poco prima della fine dei lavori, Silvia aveva scoperto di essere incinta e Leo si era lasciato prendere dal panico di diventare padre a oltre sessant'anni. I due si erano separati perché Silvia aveva chiesto a Leo delle sicurezze che lui stentava a darle, e a nulla sono valsi i molti tentativi di riconciliazione. Leo vive quindi una vita triste e solitaria, perennemente accompagnato dal fantasma di Silvia, oltre che dall'indecisione e dall'avversione per le tecnologie moderne, che sembrano essergli ostili.
Alberto organizza per Leo un'intervista di presentazione del film, a cui lui si reca controvoglia; qui non riesce a trattenersi e fa chiaramente capire che il lungometraggio non è che uno dei molti della sua carriera, al quale non presta più o meno attenzione rispetto agli altri; la cosa fa infuriare Alberto, ma Silvia, che vede in TV l'intervista, comprende per la prima volta il punto di vista del suo amato. In seguito Leo è costretto a lasciare la sua casa, i cui elementi di domotica sembrano reagire alla sua depressione scatenandoglisi contro; nell'albergo dove trova rifugio, tuttavia, Leo viene assediato dai paparazzi, che lui scaccia affrontandoli a colpi di spada. Questo episodio corregge in parte l'impressione che il regista aveva dato di sé all'opinione pubblica; ripresa la voglia di lavorare, Leo corre a montare le ultime scene, ma in sala montaggio trova Gianni che, esasperato dal suo comportamento e dalla pressione di Alberto, ha finito di montare il film da solo. Gianni gli rinfaccia che, mentre Leo perde tempo coi suoi comportamenti discutibili, lui si carica di tutto il lavoro che non gli viene nemmeno riconosciuto, e va via insultandolo.
Nelle ultime scene del film, Casanova offre al tenente Lorenzi di pagargli un forte debito di gioco: in cambio giacerà con Marcolina, sostituendosi a lui e chiedendole di consumare un rapporto sessuale da bendata. Casanova riesce così a giacere con la fanciulla, ma al risveglio la trova inorridita di fronte alla sua vecchiaia. Fuggito dalla sua stanza trova lo stesso Lorenzi che, colpito nell'onore, lo sfida a duello: i due combattono e Casanova è quasi tentato di lasciarsi uccidere, ma alla fine è lui ad avere la meglio e ad ammazzare Lorenzi. Rassegnatosi alla vecchiaia, Casanova fa ritorno alla sua Venezia, dove diventerà una spia del Consiglio dei Dieci e assisterà alla nascita di una lanterna magica che connetterà la sua storia a quella di Leo.
Il film viene quindi presentato a Venezia, dove però perde il Leone d'oro, consegnato invece al film di Lorenzo Marino. Dopo la proiezione Leo e Gianni hanno modo di chiarirsi e convengono che la sconfitta non è che l'inizio della lavorazione di un nuovo film. Rimasto solo, Leo ritrova anche Silvia, venuta appositamente a Venezia per vederlo: i due si riconciliano e Leo sembra finalmente voler accettare il suo ruolo di padre.

## Produzione
Le riprese, durate nove settimane, si sono svolte in Veneto e in Lombardia.

## Promozione
Il primo trailer del film è stato diffuso il 22 febbraio 2023.

## Distribuzione
La pellicola è stata presentata al Bari International Film Festival il 24 marzo 2023 e distribuito nelle sale cinematografiche italiane a partire dal 30 marzo. È stato presentato in concorso ai David di Donatello 2024.

## Riconoscimenti
- 2023 - Nastro d'argento[5]
  - Candidatura per il miglior film
  - Candidatura per il migliore attore non protagonista a Fabrizio Bentivoglio
  - Candidatura per la migliore fotografia a Italo Petriccione
  - Candidatura per la migliore scenografia a Rita Rabassini
  - Candidatura per i migliori costumi a Patrizia Chericoni